# Fédération française de handball
Fédération Française de Handball (akronym: FFHB), grundat 1 september 1941, är Frankrikes handbollförbund.

### Fotnoter
1. ↑  ”International Handball Federation”. http://www.ihf.info/TheIHF/Profile/tabid/74/Default.aspx. Läst 19 september 2011.